# Негодници (филм, 2006)
Негодници (на руски: Сволочи) е руски драматичен филм от 2006 година на режисьора Александър Атанесян по роман на Владимир Кунин.

## Сюжет
По време на Втората световна война, престъпленията от малолетни граждани силно се увеличават. За да се пребори с това явление, държавата третира извършители на криминални деяния над 14-годишна възраст, като пълнолетни, с цялата строгост на закона. Група момчета с престъпно минало, е изпратена в специална охраняема школа в Казахстан, където се подготвя диверсионна група за унищожение на немски горивен склад в Карпатите.

## Актьорски състав
- Андрей Панин
- Андрей Красков
- Александър Головин
- Сергей Риченков
- Никита Ерунов
- Александър Вербицки